# Władysław Ścibor-Rylski
Władysław Ścibor-Rylski (ur. 17 lutego 1882 w Bukowsku, zm. 12 czerwca 1922 w Warszawie) – pułkownik piechoty Wojska Polskiego.

## Życiorys
Urodził się 17 lutego 1882 w Bukowsku. Przed I wojną światową był c.k. profesorem w c. k. Gimnazjum w Brzeżanach, członkiem c. k. komisji egzaminacyjnej dla nauczycieli szkół ludowych. 4 września 1910 został zatwierdzony w zawodzie nauczyciela przez c. k. Radę Szkolną Krajową w Galicji. W roku szkolnym 1910/1911 był gospodarzem klasy Ia. Uczył języka polskiego i niemieckiego. 
W sierpniu 1914 wstąpił do Legionu Wschodniego. We wrześniu 1914, po rozwiązaniu Legionu, został wcielony do cesarskiej i królewskiej armii. W 1919 został szefem Oddziału Oświatowego w Dowództwie Okręgu Generalnego „Pomorze” w Grudziądzu. W latach 1921–1921 był komendantem Korpusu Kadetów Nr 2 w Modlinie, pozostając w ewidencji 18 pułku ułanów. 3 maja 1922 został zweryfikowany w stopniu pułkownika ze starszeństwem z dniem 1 czerwca 1919 i 135. lokatą w korpusie oficerów piechoty, a jego oddziałem macierzystym był Oddział III Sztabu Generalnego.
Zmarł 12 czerwca 1922 w Szpitalu św. Ducha w Warszawie, po przebytej operacji. Został pochowany na Cmentarzu Łyczakowskim we Lwowie.